# 아르투어 아이젠멩거
아르투어 아이젠멩거(독일어: Arthur Eisenmenger, 1915년 ~ 2002년 2월 19일)는 유럽 공동체 (유럽 연합의 전신)에서 일한 그래픽 디자이너였다. 독일 제국 바덴 대공국의 뢰어라흐(Lörrach, 지금의 바덴뷔르템베르크 주 프라이부르크 현 뢰어라흐 군) 출신이다. 그의 대표작은 유럽연합기와 CE 마크, 유로화 기호(€)이다.